# Jun Fubuki
Jun Fubuki (japanisch 風吹 ジュン Fubuki Jun, geboren 12. Mai 1952 in Yatsuo, Präfektur Toyama, heute Stadt Toyama) ist eine japanische Schauspielerin, Seiyū und Sängerin. Jun Fubuki ist ihr Künstlername.

## Leben und Karriere
Fubukis Vater war Lehrer. Als sie 11 Jahre alt war, ließen sich ihre Eltern scheiden. Mit ihrer Mutter und ihrem drei Jahre älteren Bruder zog sie daraufhin zu Verwandten nach Kyoto und Fubuki half ihrer Mutter bei Nebenjobs. Mit 18 zog sie allein nach Tokio, wo sie zunächst unter anderem in Restaurants arbeitete und für ein Jahr als Hostess in Ginza. An ihrem 20. Geburtstag bewarb sie sich bei einer Agentur und bekam einen Job als Model. Noch 1973 wurde sie als erstes „Mascot Girl“ des Chemie-Unternehmens Unitika ausgewählt. Im Mai 1974 machte sie mit 21 Jahren ihr Debüt als Sängerin mit Ai ga Hajimaru Toki. Sie gab zwei Alben und vier Singles heraus. Schließlich wurde ihr eine Rolle in dem Fernsehdrama Terauchi Kantorō Ikka des Drehbuchautors Kuniko Mukōda angeboten, das 1974 ausgesendet wurde. Positive Kritiken bekam sie für ihre Rolle in dem Action-Film Yomigaeru kinrō von 1979 und nach und nach etablierte sie sich als Filmschauspielerin. Von 1981 bis 1992 war sie mit dem Musikproduzenten Shōrō Kawazoe verheiratet, mit dem sie zwei Kinder hat, einen Sohn und eine Tochter.
Für ihre Rolle in Munō no Hito wurde Jun Fubuki 1992 für den Japanese Academy Award in der Kategorie Beste Nebendarstellerin nominiert und gewann den Hochi Film Award. Für dieselbe Rolle gewann sie zudem in der Kategorie Beste Darstellerin beim Yokohama Film Festival. Beim 24. Hochi Film Award gewann sie erneut für ihre Rollen in Coquille und Spellbound.
Fubuki trat in mehreren Filmen von Kiyoshi Kurosawa auf, darunter Charisma sowie die Horrorfilme Seance – Das Grauen und Pulse. Zudem war sie Sprecherin (Seiyū) in mehreren Animefilmen, beispielsweise für die Rolle der Ryōko Matsuzaki in Der Mohnblumenberg von Studio Ghibli aus dem Jahr 2011.

## Filmografie (Auswahl)

### Film
- Hi no Tori – Reimei hen (1978)
- Yomigaeru kinrō (1979)
- Kemono Tachi no Atsui Nemuri (1981)
- Space Adventure Cobra (1982)
- Genji Monogatari (1987)
- Munō no Hito (1991)[11]
- The Games Teachers Play (1992)
- Tora-San Makes Excuses (1992)
- Samurai Kids (1993)
- It's a Summer Vacation Everyday (1994)
- Goodbye for Tomorrow (1995)
- Koi to Hanabi to Kanransha (1997)
- Tsuribaka Nisshi 9 (1997)
- The Stupid Teacher (1998)
- Coquille (1999)
- Charisma (1999)
- Jubaku: Spellbound (1999)
- Seance – Das Grauen (2000)
- Pickpocket (2000)
- Pulse (2001)
- Through the Night (2002)
- Tegami (2003)
- Pretty Woman (2003)
- Guzen nimo Saiaku na Shonen (2003)
- Kamachi (2004)
- Riyuu (2004)
- Tatchi (2005)
- Tobi ga Kururi to (2005)
- Veronika beschließt zu sterben (2005)
- Island of Light (2006)
- Die Chroniken von Erdsee (2006)
- The Summer of Stickleback (2006)
- Awakening (2007)
- Der Mohnblumenberg (2011)
- Yōkame no semi (2011)
- Usagi Drop (2011)[12]
- Tokyo Kazoku (2013), Kayo
- Like Father, Like Son (2013)
- Our Little Sister (2015)
- Kazoku wa tsuraiyo (2016), Kayo[11]
- Mukoku (2017)
- Kazoku wa tsuraiyo 2 (2017), Kayo[11]
- Tsuma yo bara no yō ni: Kazoku wa tsuraiyo III (2018), Kayo[11]
- Restaurant from the Sky (2018)
- At the End of the Matinee (2019), Nobuko Komine
- Kimi no me ga toikaketeiru (2020)
- Asada-ke! (2020)
- Arc (2021)[13]
- Sensei, Would You Sit Beside Me? (2021)[14]
- Let Me Hear It Barefoot (2022)[15]
- Fullmetal Alchemist: The Revenge of Scar (2022), Pinako Rockbell[16]
- Fullmetal Alchemist: The Final Alchemy (2022), Pinako Rockbell[16]
- Chihiro-san (2023), Tae[17]

### Fernsehen
- Kishibe no arubamu (1977)
- Tantei Monogatari (1980)
- Ashura no Gotoku (1979, 1980)
- Sērā-fuku to kikanjū (1982)
- Mama wa aidoru! (1987)
- Hitotsu Yane no Shita (1993)
- Kono Ai ni Ikite (1994)
- Saikou no Kataomoi (1995)
- Pure (1996)
- Sunflower (1996)
- Hitotsu Yane no Shita 2 (1997)
- Risō no Jōshi (1997)
- Ao no Jidai (1998)
- Shin Oretachi no Tabi (1999)
- Ai wo kudasai (2000)
- Honmamon (2001)
- Satorare (2002)
- Shoro Nagashi (2002)
- Toshishita no Otoko (2003)
- Tokio (2004)
- Orenji deizu (2004)
- Minna Mukashi wa Kodomo Datta (2005)
- Walkers: Maigo no otona tachi (2006)
- Rondo (2006)
- Watashi tachi no kyōkasho (2007)
- Fūrin Kazan (2007), Lady Ōi
- Toraiangaru (2009)
- Tsure ga utsu ni narimashite. (2009)
- Konkatsu! (2009)
- Sunao ni narenakute (2010)
- Soredemo, ikite yuku (2011)
- 13-sai no Harōwāku (2012)
- Yae no Sakura (2013), Yamamoto Saku
- Asa ga Kita (2015), Yono Shirooka
- Haha ni naru (2017)
- Die Vroni aus Kawasaki (2018)
- Das Haus am Hang (2019)
- Mikazuki (2019)
- A Day-Off of Kasumi Arimura (2020), Kasumis Mutter
- Japan Sinks: People of Hope (2021), Yoshie Amami

## Auszeichnungen
- Hochi Film Awards (1991) als Beste Nebendarstellerin in Munō no hito
- Japanese Academy Award (1992) nominiert als Beste Nebendarstellerin in Munō no hito
- Blue Ribbon Awards (1992) als Beste Nebendarstellerin in Munō no hito
- Mainichi Eiga Concours (1992) als Beste Nebendarstellerin in Munō no hito
- Yokohama Film Festival als Beste Darstellerin in Munō no hito
- Hochi Film Awards (1999) als Beste Darstellerin in Coquille
- Kinuyo Tanaka Award (2020)[11]